# Cavallermaggiore
Cavallermaggiore – miejscowość i gmina we Włoszech, w regionie Piemont, w prowincji Cuneo.
Według danych na rok 2004 gminę zamieszkiwało 5066 osób, 99,3 os./km².